# Budy (powiat staszowski)
Budy – wieś sołecka w Polsce, położona w województwie świętokrzyskim, w powiecie staszowskim, w gminie Bogoria.
W latach 1975–1998 miejscowość należała administracyjnie do województwa tarnobrzeskiego.

## Współczesne części wsi
Poniżej w tabeli 1 integralne części wsi Budy (0788092) z aktualnie przypisanym im numerem SIMC (zgodnym z Systemem Identyfikatorów i Nazw Miejscowości) z katalogu TERYT (Krajowego Rejestru Urzędowego Podziału Terytorialnego Kraju).
| SIMC    | Nazwa        | Rodzaj     |
| ------- | ------------ | ---------- |
| 0788100 | Brodowa Góra | kolonia    |
| 0788117 | Karolinów    | kolonia    |
| 0788123 | Witoldów     | przysiółek |

## Dawne części wsi – obiekty fizjograficzne
W latach 70. XX wieku przyporządkowano i opracowano spis lokalnych części integralnych dla Bud zawarty w tabeli 2.

| Nazwa wsi – miasta   | Nazwy części wsi – miasta                                                                         | Nazwy obiektów fizjograficznych – charakter obiektu |
| -------------------- | ------------------------------------------------------------------------------------------------- | --- |
| I. Gromada JURKOWICE |                                                                                                   | |
| 1. Budy              | 1. Brodowa Góra 2. Budy Niedźwiedz- kie 3. Gilówka 4. Kałki 5. Karolinów 6. Stankówka 7. Witoldów | 1. Brodowa Góra — pole 2. Budy — pole, las 3. Budy Niedźwiedzkie — pole 4. Gilowski Las — las 5. Gilówka — pole 6. Goźlicki Las — las 7. Górecki Las — las 8. Jurkowskie Pola — pole 9. Karolinów — pole 10. Śmierdzki Las — las 11. Witoldów — pole 12. Witowski Las — las |

## Literatura
1. Kaczmarek Leon (red. nauk. zeszytu), Taszycki Witold (red. nauk. wyd.): Urzędowe Nazwy miejscowości i obiektów fizjograficznych. 33. Powiat staszowski województwo kieleckie. Komisja ustalania nazw miejscowości i obiektów fizjograficznych (do użytku służbowego). Z: 33. Warszawa: Urząd Rady Ministrów. Biuro do Spraw Prezydiów Rad Narodowych, 1970. Brak numerów stron w książce